# Folkmordet på uigurerna

Provinsen Xinjiang.

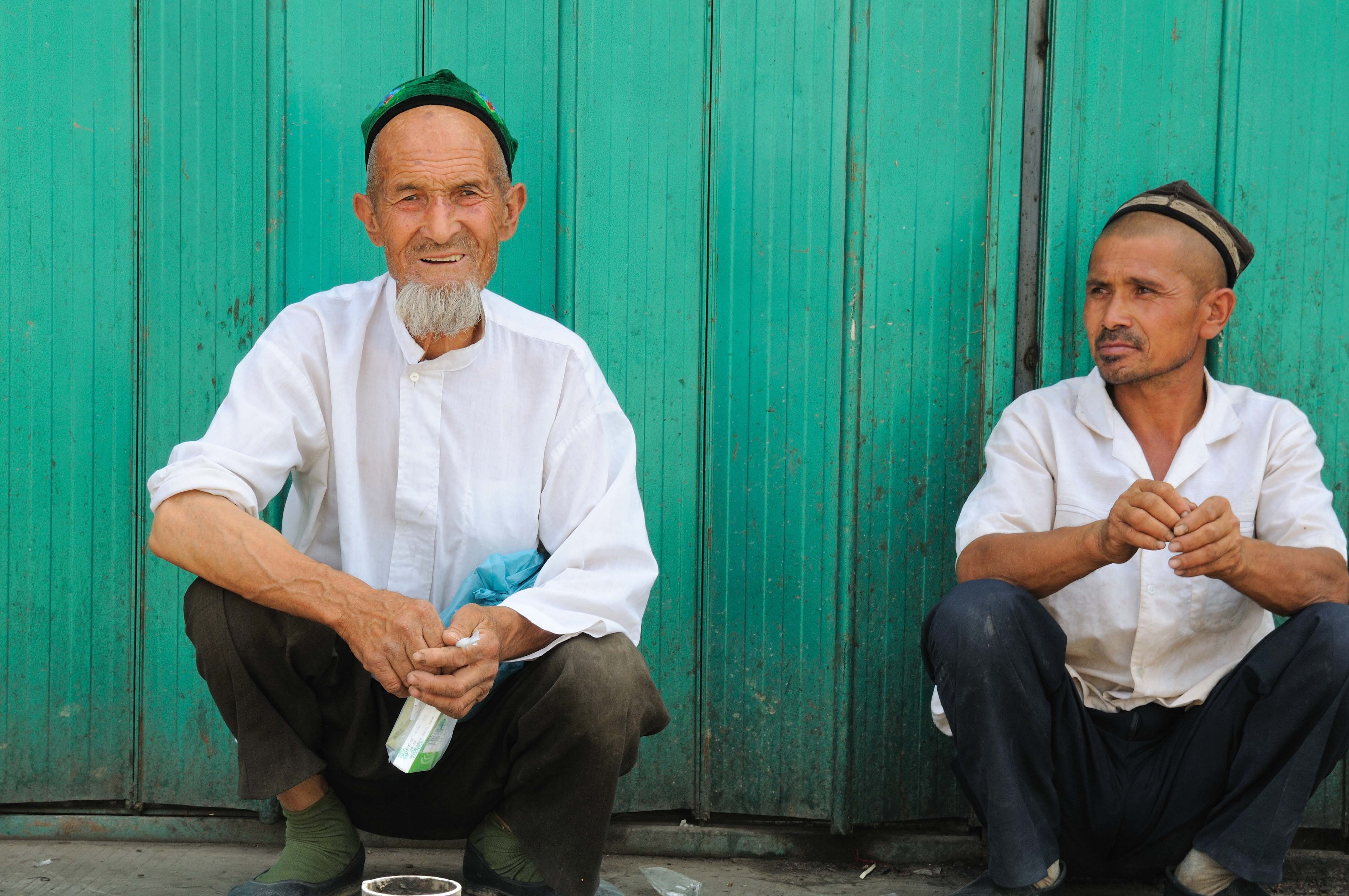
Två uiguriska män i Turpan, Xinjiang.

Folkmordet på uigurerna är en vanlig benämning för den övervakning, internering, påtvingade barnbegränsning och tvångssterilisering som har riktats mot folkgruppen uigurer och andra muslimska minoriteter i provinsen Xinjiang i nordvästra Kina. Handlingarna begås under ledning och på initiativ av den kinesiska regeringen. Kinesiska statens hårdare agerande mot muslimska minoriteter började under 2000-talet i kölvattnet av USA:s "krig mot terrorismen" och har gradvis trappats upp för att eskalera i hög takt efter 2014.
Sedan 2014 har den kinesiska regeringen fört en allt kraftigare assimileringspolitik riktad mot de muslimska minoriteterna i Xinjiang. Som en del av politiken har många uigurer ofrivilligt, och utan en juridisk process, placerats i vad som av kinesiska myndigheter kallats 'centrum för yrkesutbildning', men som av oberoende bedömare benämns interneringsläger. Vittnesmål och rapporter från lägren redogör för inhumana omständigheter i anläggningarna. Exakt hur många som internerats är oklart och det saknas officiell, tillförlitlig statistik. FN:s kommitté för avskaffandet av rasdiskriminering och människorättsgrupper har beräknat att 1 miljon uigurer kan vara frihetsberövade. Enligt FN skulle siffran kunna vara högre, med upp till 2 miljoner uigurer och personer tillhörande muslimska minoriteter placerade i 'centrum för yrkesutbildning'. Interneringen av uigurer bedöms vara det största frihetsberövandet av etniska och religiösa minoriteter sedan andra världskriget.
Utöver behandlingen av uigurerna i interneringslägren finns det rapporter om att tusentals barn har skilts från sina föräldrar och skickats till internatskolor. Uigurer och muslimska minoriteter utsätts för en omfattande övervakning, vilken inkluderar en systematisk insamling av biometriska data. Kinesiska myndigheter arbetar för att begränsa barnafödandet bland uigurerna, bland annat genom tvångssteriliseringar och kvinnor som sätter in spiraler under hot om böter och interneringsläger.

## Historia

### Under 1900-talet

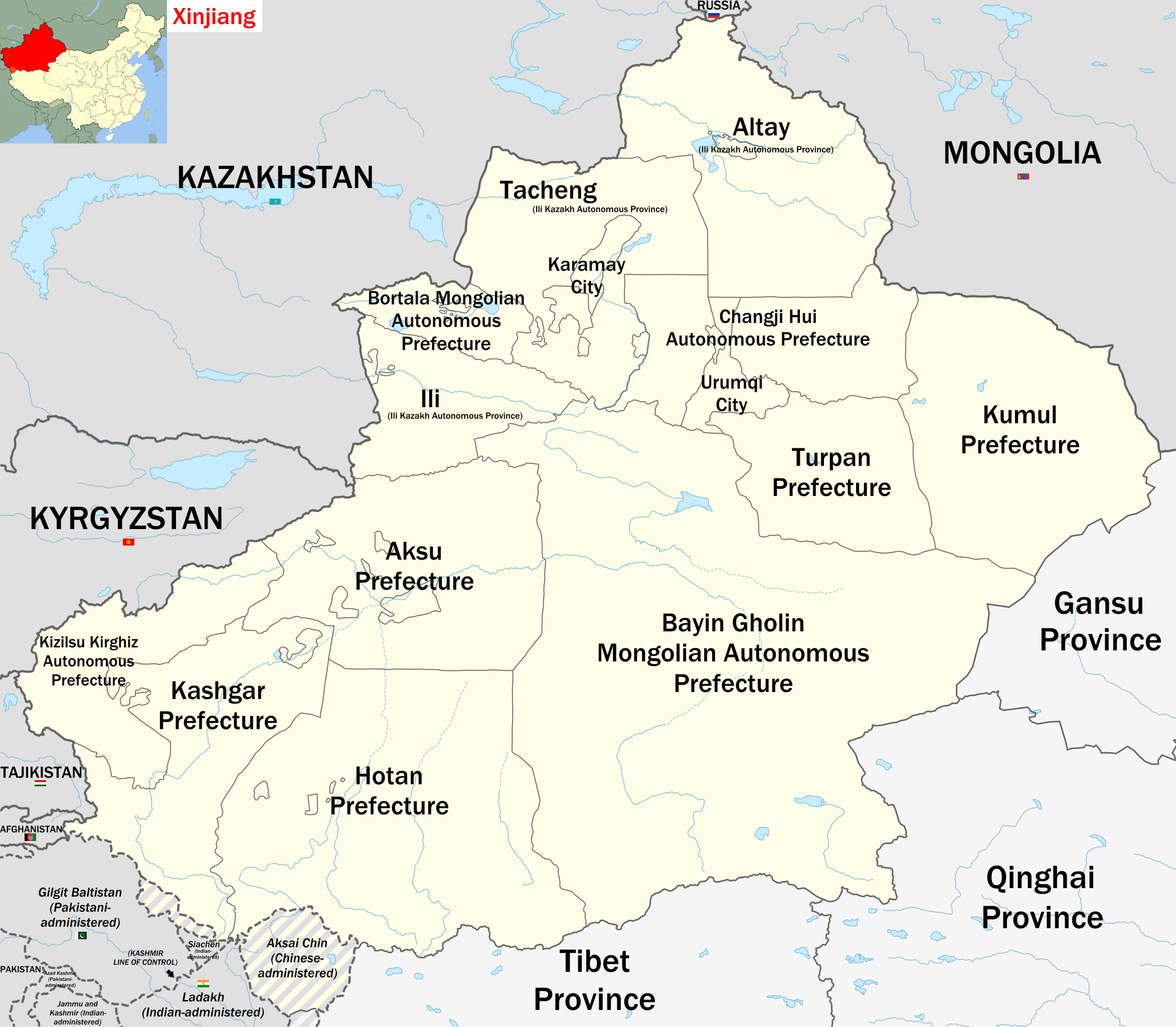
Karta över provinsen Xinjiang, med dess prefekturer.

Relationen mellan befolkningen i Xinjiang och den centrala regeringen i Beijing har länge varit invecklat och konfliktfylld. Delar av det som idag utgör Xinjiang utgjorde före 1949 en självständig stat: den andra östturkestanska republiken. Det var en kommunistisk stat med stöd av Sovjetunionen, men efter påtryckningar från Stalin - som var rädd för centralasiatisk nationalism - tillföll Östturkestan den nyligen bildade folkrepubliken Kina. Kort efter att Kina tog över området påbörjades en storskalig invandring av hankineser till området. Från att år 1949 ha utgjort 6 % av befolkningen, så utgjorde etniska kineser 41,5 % av befolkningen i Xinjiang år 1976.
Efter Sovjetunionens upplösning var man från Kinas sida rädd för oroligheter och separatism i Xinjiang, vilket ledde till en förnyad assimileringspolitik. Genom en plan kallad "Stora utvecklingen i nordväst" lanserades ekonomiska incitament för Hankineser, vilket ledde till en storskalig inflyttning till Xinjiang. Mellan 1 och 2 miljoner Hankineser beräknas ha flyttat till Xinjiang mellan 1999 och 2009. Politiken gynnade Hanbefolkningen, samtidigt som de turkiskspråkiga muslimska grupperna (däribland uigurerna) marginaliserades ytterligare. De ekonomiska incitamenten för Hankineser och migrationsvågen, tillsammans med det kinesiska inflytandet på lokala seder, språk och kultur skapade frustration och en bitterhet som spädde på splittringen mellan den muslimska befolkningen och inflyttade Hankineser. 
Utvecklingen med ökade spänningar bäddade för både protester och våldsamheter. I februari 1997 anordnade turkiskspråkiga muslimer en demonstration i staden Ghulja, vilken följdes av en våldsam reaktion från polis och säkerhetsstyrkor. I reaktionen från säkerhetsstyrkor beräknas tiotusentals deltagare ha arresterats och tiotals muslimer dödades.

### Situationen under 2000- och 2010-talet
I samband med att Kina uttalade sitt stöd för USA:s "krig mot terrorismen" efter 11 september-attackerna, gick de även med på att terroriststämpla Östturkestans islamistiska rörelse. Rörelsen beskrevs som en uigurseparatistisk och fundamentalistisk terrororganisation med nära kopplingar till talibanerna och Al-Qaida, men har i efterhand omvärderats och 2020 togs gruppen bort från USA:s lista över terrororganisationer. Den kinesiska regeringen ökade därefter sina insatser mot extrema islamistiska grupperingar i Xinjiang, särskilt de som hade kopplingar till rörelser utanför Kina. 2005 inleddes en ny kampanj som skulle utrota "de tre onda tingen", vilket sades vara terrorism, separatism och religiös extremism. I en rapport från 2005 rapporterade Human Rights Watch om ett systematiskt förtryck av religion i Xinjiang, med syfte att omforma den uiguriska identiteten. Enligt rapporten syftade åtgärderna till att säkerställa befolkningens lojalitet mot Kinas kommunistiska parti och den kinesiska staten. Åtgärderna som infördes omfattade begränsningar i rörelsefriheten, tortyr och avrättningar av politiska aktivister, samt kraftiga begränsningar i medborgarnas möjligheter att utöva sin religion.
Konflikten har sedan dess skärpts ytterligare, med dödligt våld och instabilitet som konsekvens. Polisen dödade 2007 18 personer som misstänktes vara terrorister. Året därefter dödades 16 poliser i ett attentat i Kashgar, ett dåd som extremistiska separatister anklagades för att ha organiserat. I Xinjiangs regionhuvudstad Ürümqi bröt i juli 2009 större våldsamheter ut mellan uigurer och hankineser. Upptrappningen var en händelse i sydöstra Kina där två uigurer hade dödats vid en fabrik, vilket ledde till omfattande protester från uigurerna i Xinjiang. Medan protesterna pågick dödades 200 personer, 1 700 skadades och 1 400 personer greps av polisen. Centralregeringen i Pekings respons till händelserna var att skärpa övervakningen ytterligare.
Under 2010-talet eskalerade våldet vidare, med flera terrorattentat från extrema separatister och våldsamma räder från de kinesiska säkerhetsstyrkorna. Uiguriska terrorgrupper körde 2013 en bil in i en folkmassa på Himmelska fridens torg i Peking, i mars 2014 mördades 31 personer på en järnvägsstation i Kunming och i maj samma år dödades 30 personer av en bilbomb i Ürümqi. Svaret från säkerhetsstyrkorna blev en polisräd där runt 60 påstådda terrorister och en rad civila dödades.

### Utvecklingen efter 2014
Efter händelserna 2014 kom de kinesiska myndigheterna att bedriva en hårdare assimilationspolitik än tidigare. Xinjiangs partichef Zhang Chunxian ansåg att det behövdes "okonventionella metoder" i ett "folkets krig" mot terrorism. Kameraövervakningen utökades ytterligare och polisen genomsökte moskéer och hem. Många människor greps på godtyckliga grunder och flera försvann spårlöst. Situationen skärptes ytterligare när Chen Quanguo tillträdde som partichef 2016. I en rapport från den Australiensiska tankesmedjan ASPI uppgavs att 16 000 moskéer i Xinjiang helt eller delvis rivits sedan 2017. Rapporten byggde på en analys av olika typer av material, men främst satellitbilder där förstörelsen av moskéerna blir tydlig. Rapporten har kritiserats mot bakgrund av att ASPI i huvudsak finansieras av försvarsdepartementet i Australien och får delar av sin finansiering från försvarsdepartementet i USA, och företag i det militärindustriella komplexet. Kritiken har dock inte berört sakfrågan och inte bemött den analys av satellitbilder som ASPI presenterade i sin rapport om Xinjiang. En utredning som gjordes av AFP bekräftade att dussintals uiguriska begravningsplatser hade förstörts.

## Kulturell och religiös förföljelse
En del i de kinesiska myndigheternas agerande gentemot uigurerna har varit att begränsa och förbjuda delar av muslimska uigurers - och andra turkiskspråkiga minoriteters - kultur och religion. De mer uppmärksammade och långtgående åtgärderna har vidtagits inom ramen för myndigheternas interneringsläger, där interner tvingas att enbart tala kinesiska och andra språk är förbjudna. I lägren är samtliga uttryck för religiös övertygelse förbjudna. Det är exempelvis förbjudet att be eller odla skägg, eftersom det ses som tecken på religiös extremism.
Även utanför lägren har myndigheterna infört omfattande begränsningar av uigurers och turkiskspråkiga muslimers kultur och religionsfrihet. Uigurer i Xinjiang är tvingade att delta vid officiella politiska möten, flaggceremonier och kinesiska språklektioner åtminstone varje vecka och i vissa fall varje dag. Medborgare som vägrar se statliga teveprogram eller lyssna på statlig radio kan utsättas för olika bestraffningar. Vidare är det förbjudet att skriva utbildningsmaterial på uiguriska och kazakiska, och användningen av uiguriska avråds kraftigt även i andra sammanhang. Statligt anställda som talar eller skriver antingen uiguriska eller kazakiska riskerar att stämplas som "opatriotiska" eller som en "person med två ansikten". Att bli stämplad som en "person med två ansikten" är en åtgärd som kan leda till internering för den som utsätts, något som skett i åtminstone hundratals fall.

### Förbud mot religiösa uttryck

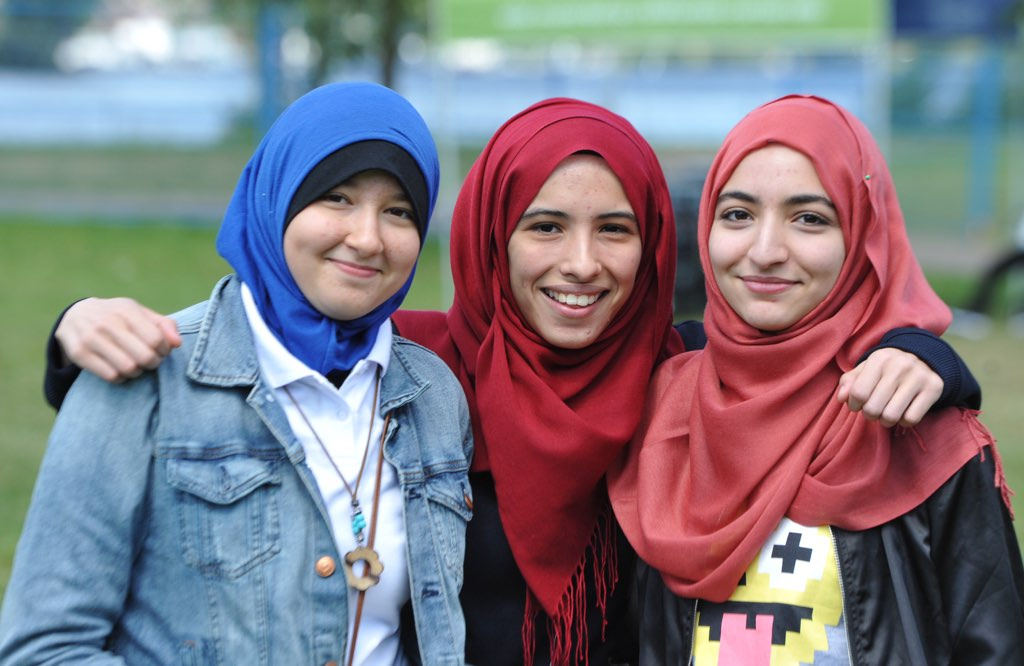
Att som muslim bära slöja eller hijab i Xinjiang är förbjudet.

Ett antal vardagliga uttryck både för den uiguriska kulturen och särskilt islam som religion har förbjudits eller kraftigt begränsats av myndigheterna i Xinjiang. I området har det bland annat blivit förbjudet att bära slöja, att ha ett "abnormt" skägg, eller att ha ett namn med religiösa kopplingar till islam. Att be regelbundet eller fasta under ramadan ses som "tecken på extremism". Myndigheter i Xinjiang har bland annat beslagtagit Koraner och bönemattor, med hårda straff för de som påträffas med föremålen. Vid ett flertal tillfällen uppges officiella tjänstepersoner ha tvingat muslimer att dricka alkohol och att bära särskilda kinesiska symboler vid officiella tillfällen.
Myndigheterna i Xinjiang har återkommande förstört begravningsplatser där anhöriga - ofta i flera generationer - till turkiskspråkiga muslimer ligger begravda, något som tolkats som ett försök att koppla bort muslimer i Xinjiang från sin historia och kulturella arv. I ett fall förstördes en begravningsplats för en känd uigurisk poet för att omvandlas till en "lyckopark". I regionen har det även byggts krematorier som ska se till att medborgarna i Xinjiang kremeras när de avlider, något som strider mot muslimsk sed och tradition.

## Övervakning

### DNA-profilering och biometri

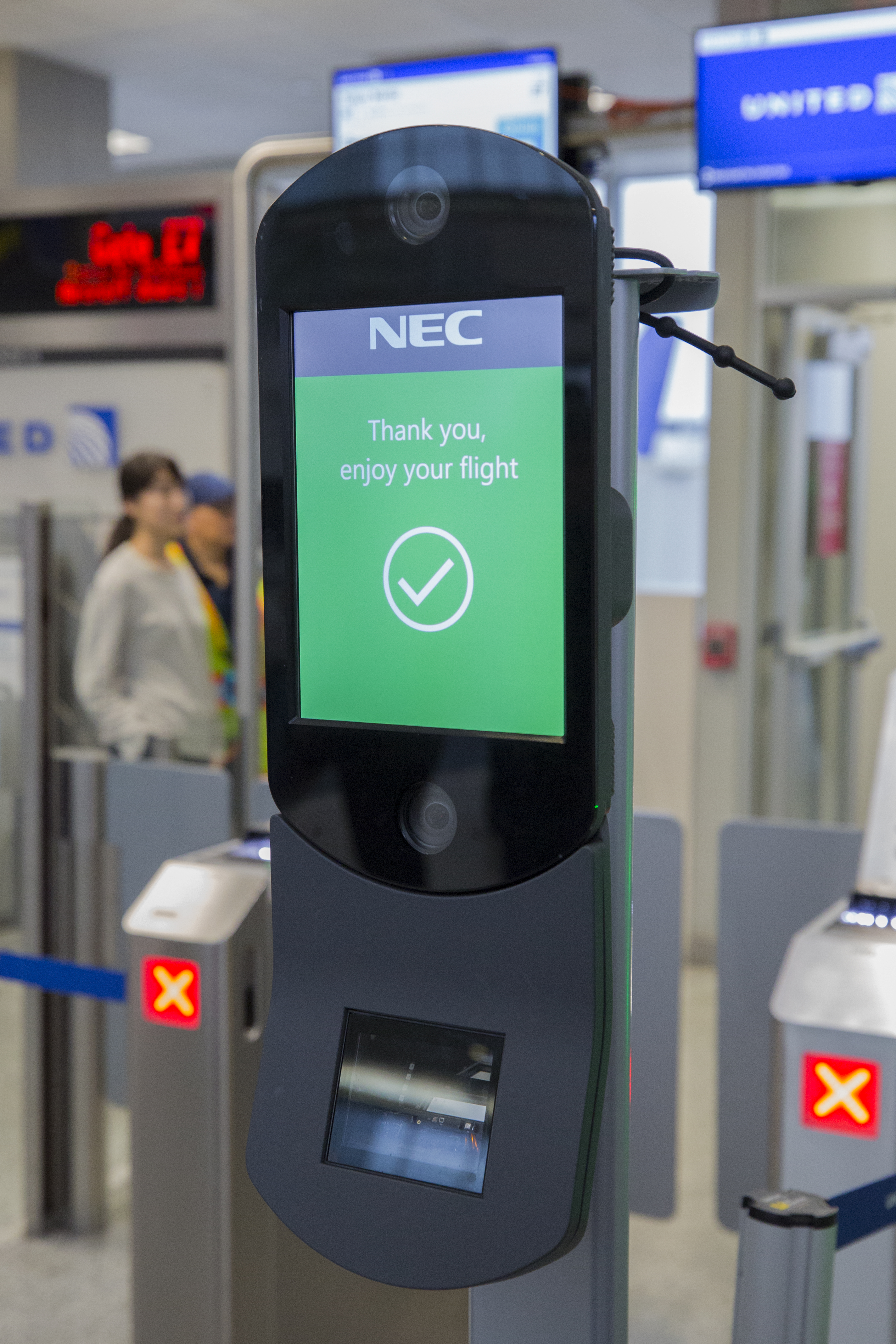
Ett system för ansiktsskanning

Två år senare, 2016, infördes hårda reserestriktioner i Xinjiang på prefekturnivå och senare samma år återkallade myndigheterna alla pass i området. 2016 började regeringen i Xinjiang även att systematiskt samla in uigurers DNA i samband med olika medicinska undersökningar av dem. Enligt New York Times inhämtades biometriska data vid 36 miljoner tillfällen i Xinjiang mellan 2016 och 2017, då under förevändningen att det rörde sig om en gratis hälsoundersökning. De som kallades till undersökningarna men inte ville inställa sig blev uppringda av eller fick SMS från polisen där de uppgav att undersökningarna var obligatoriska. Eftersom det bor ca 25 miljoner människor i Xinjiang så har data sannolikt inhämtats vid fler än ett tillfälle för vissa personer. De data som samlades in under hälsoundersökningarna var: DNA-prover, bilder av personernas irisar, röstinspelningar, fingeravtryck, ansiktsavbildningar, blodgrupp och gångstil i form av en gånganalys (som kan användas för att identifiera människor). Uppgifterna från "hälsoundersökningarna" har sedan  använts för att bygga upp en DNA-databas över den kinesiska befolkningen, med fokus på den uiguriska minoriteten. Genom att samla in DNA av olika grupper hoppas kinesiska myndigheter att kunna hitta särskilda genetiska kännetecken på att en person är uigur. I förlängningen kan det innebära en ännu starkare kontroll av Xinjiang och ytterligare begränsning av uigurernas rörelsefrihet.
Experter, bland annat professorn i bioetik Pilar Ossorio, har varnat för att insamlingen av DNA syftar till att utveckla Kinas teknologi för ansiktsigenkänning, något som senare också bekräftats. Sedan DNA-insamlingen påbörjades har kinesiska forskare publicerat flera artiklar där man just använder DNA-material för att utveckla metoder för mer effektiv ansiktsigenkänning. En väsentlig del av forskningen har bedrivits i samarbete med europeiska och amerikanska forskare, vilket har föranlett kritik och lett till att ett flertal artiklar dragits tillbaka från vetenskapliga tidskrifter. I december 2021 drogs en vetenskaplig artikel publicerad av tidskriften Human Genetics tillbaka efter misstankar om den vetenskapliga integriteten och etiken bakom studien. Studien byggde på DNA-prover från 38 000 män i Kina, vilket inkluderade tibetaner och uigurer. Med tanke på situationen för uigurer och tibetaner i Kina, samt att 9 av artikelns 30 medförfattare kopplades till den kinesiska polisen, så ansåg tidskriften att det inte kunde uteslutas att forskningen bedrivits på ett oetiskt sätt. Inte minst handlar det om risken för att DNA och ansiktsigenkänning ska användas för att förtrycka uigurerna ytterligare genom olika system som använder biometriska data.

### Elektronisk övervakning
I samband med myndigheternas hårdare tag 2014 utökades den elektroniska övervakningen bland annat ID-handlingar med QR-koder och mer omfattande kameraövervakning. Övervakningen genom QR-koder började 2014 med att alla i Xinjiang var tvungna att skaffa nya ID-handlingar med QR-koder. När dessa skannas vid olika tillfällen kan polisen övervaka och kontrollera människors rörelser. Man delade även in folk i olika grupper där vissa personer klassades som "goda medborgare" om de hade rätt familjebakgrund. Två år senare, 2016, utökades övervakningen ytterligare. Då inrättades övervakningscenter i de områden med en uigurisk majoritet. Övervakningsenheterna låg relativt tätt, med ungefär 200-300 meters mellanrum. Totalt uppskattas 60 000 vakter arbeta på övervakningscentren med att läsa av bilder från kameraövervakningen. 2016 var också året då inrikesministeriet började dela in befolkningen i tre kategorier: "pålitliga", "medel" och "opålitliga". Genom digitala skanningsverktyg bedömde man huruvida en person tidigare hade agerat på ett sätt som sedan blivit olagligt. Darren Byler som har gett ut en bok i ämnet bedömer att det i mer än 100 000 fall har räckt med att polisen har skannat en persons mobiltelefon för att sedan arrestera dem. De flesta av de som arresterats på det här viset har sedan skickats vidare till ett interneringsläger. 

## Interneringsläger

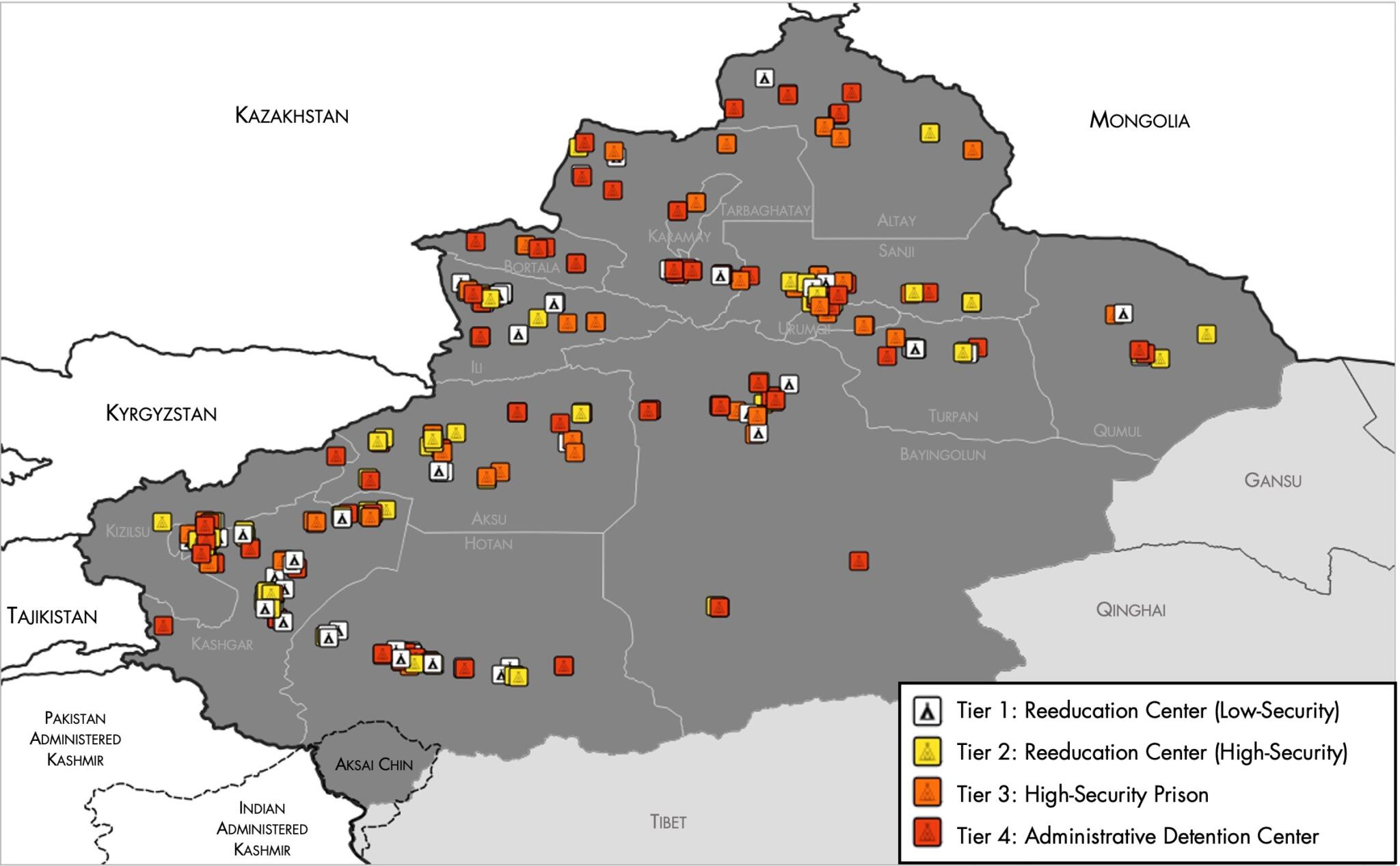
En karta från 2021 över var interneringslägren uppskattningsvis ligger i Xinjiang

Reserestriktionerna och DNA-profileringen sammanföll med att myndigheterna i större utsträckning än tidigare internerade människor i "omskolningsläger". Det var inte minst dem som av myndigheterna uppfattades som religiösa extremister, som fördes bort till lägren. Gränsdragningen för vad som innebär religiös extremism enligt myndigheterna i Xinjiang har ansetts vara diffus. Religiös extremism kan i Xinjiang omfatta vardagliga religiösa uttryck inom islam (och andra världsreligioner) som att t.ex. be ofta, ha slöja eller bära skägg. Tillgången till rättssäkerhet och den grundläggande principen om habeas corpus är mycket svag eller obefintlig för de som interneras. Lägren och assimileringspolitiken har väckt stor uppståndelse i omvärlden. Den kinesiska regeringen menar att lägren är till för att bekämpa religiös extremism och separatism, och att de intagna lär sig "språk och färdigheter".
Exakt hur många som omplacerats har inte gjorts offentligt av den kinesiska staten. Enligt ett uttalande av Gay McDougal, en representant för FN:s kommitté för avskaffandet av rasdiskriminering, rörde det sig om upp till 2 miljoner uigurer och personer tillhörande muslimska minoriteter som hade placerats i 'centrum för yrkesutbildning'. McDougal citerade inte några källor. Enligt en uppskattning som gjordes 2021 befann sig 1,8 miljoner uigurer i lägren.

Antal statliga upphandlingar relaterade till omskolning i Xinjiang

### Tvångsarbete
BBC och Wallstreet journal har väckt misstankar om förekomsten av tvångsarbete i Xinjiang, inte minst kopplat till bomullsindustrin eftersom ca 80% av all bomull i Kina kommer från Xinjiang. Kina som helhet står i sin tur för en fjärdedel av hela världens bomullsproduktion. Flera företag, bland annat H&M och Ikea, har underleverantörer i Xinjiang vilket har väckt misstankar om att deras produkter kan innehålla bomull som producerats av tvångsarbete. Australian Strategic Policy Institute gör bedömningen att det inte går att vara säker på att tvångsarbete inte ligger bakom bomull som kommer från Xinjiang, trots vissa säkerhetsåtgärder som företag säger sig ha vidtagit, t.ex. särskilda revisioner för ändamålet. Talespersoner för regeringen i Kina har kallat anklagelserna om tvångsarbete och folkmord för "århundradets lögn". Den kinesiska regeringen menar att statliga satsningar i bomullsindustrin är en del av ett bredare initiativ för att bekämpa fattigdom i regionen genom att erbjuda jobb till minoritetspopulationer.

## Tvångssterilisering och barnbegränsning
Enligt artikel II (D) av folkmordskonventionen faller steriliseringar och påtvingade preventivmedel in under sådana åtgärder som kan utgöra en del av ett folkmord. Flera kinesiska myndighetsdokument, enkäter, befolkningsstatistik, med mera, pekar mot att kinesiska myndigheter på olika sätt arbetar för att begränsa födslar bland den uiguriska befolkningen.
Adrian Zenz, forskare i Kinastudier, har i en rapport undersökt genom att analysera officiell kinesisk statistik och dokument. Enligt Zenz finns ett flertal indikatorer som pekar på att kinesiska myndigheter försöker påverka uigurers och andra muslimska minoriteters reproduktiva hälsa och möjlighet att få barn. En indirekt indikator är den skarpa nedgång i befolkningstillväxten som har observerats i Xinjiang mellan 2015 och 2018, jämfört med tidigare perioder. Mellan 2005 och 2015 var födelsetalet bland uigurbefolkningen i Xinjiang 2,6 gånger högre än hos Xinjiangs hanbefolkning. Efter 2015 skedde en förändring som innebar att befolkningstillväxten i de två största uiguriska prefekturerna i Xinjiang sjönk med 84 % mellan 2015 och 2018. Zenz argumenterar för att den kraftiga nedgången i befolkningstillväxt, tillsammans med andra bevis, visar de kinesiska myndigheternas vilja att utrota uigurerna som folkgrupp genom att bland annat förhindra födslar i gruppen, i enlighet med folkmordskonventionens definition.

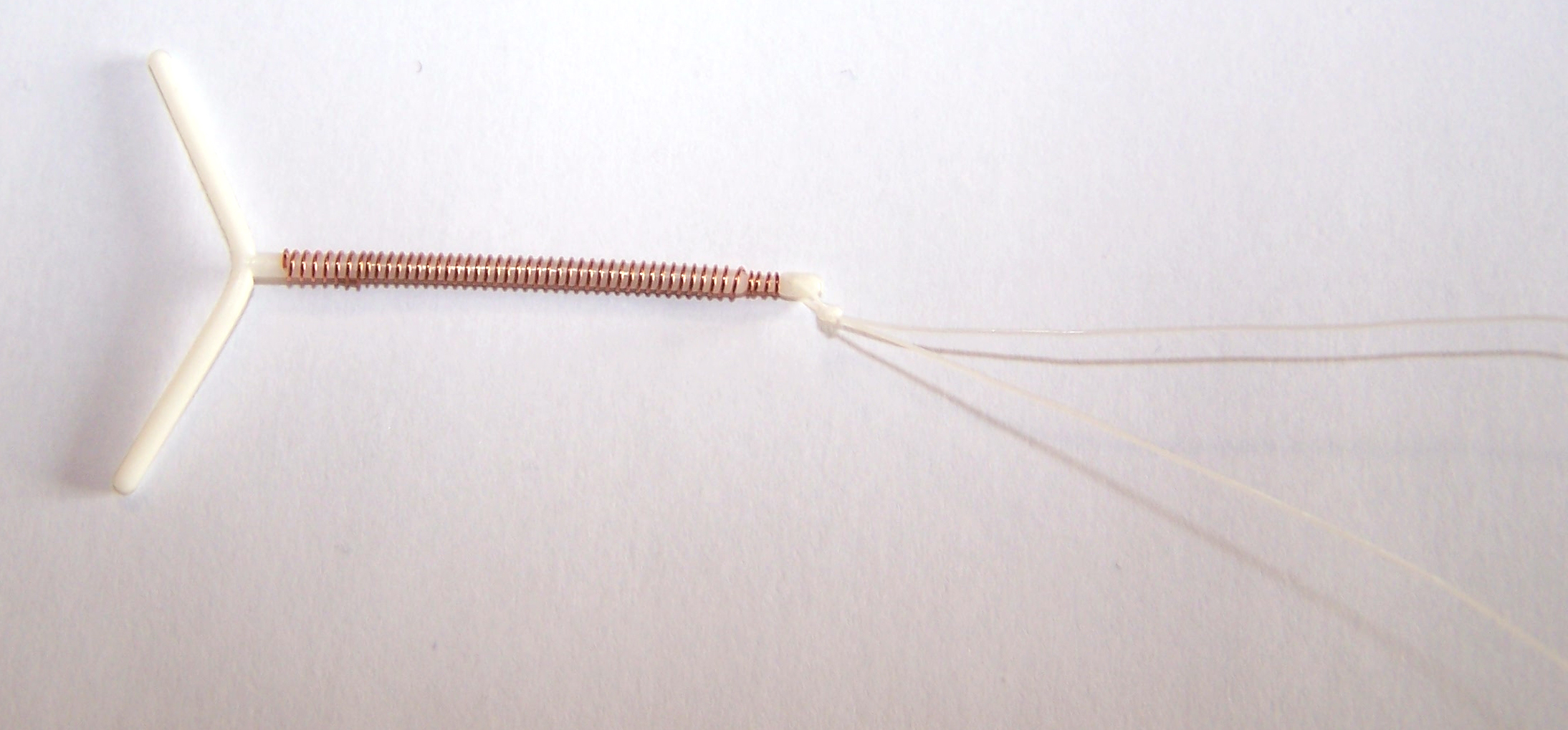
Kinesiska myndigheter har med tvång satt in spiraler i livmödrarna hos uiguriska kvinnor med syfte att begränsa deras möjlighet att skaffa barn.

Inom den kinesiska akademin och universitetsvärlden har forskare under 2010-talet allt kraftigare understrukit vad de menar är ett samband mellan befolkningstillväxt hos uigurerna och en svagare identifiering med "den kinesiska nationen". Zenz menar att sådana slutsatser har bäddat för kränkande kroppsliga ingrepp och diskriminerande myndighetsutövning mot framför allt uiguriska kvinnor.

### Barngränser och straff
I Kina har det högsta tillåtna antalet födslar reglerats genom statligt satta gränser, t.ex. ettbarnspolitiken, som gällde från 1975-2015. Den som har brutit mot antalet barn har drabbats av sanktioner, främst ekonomiska. Det har funnits vissa undantag, till exempel tilläts minoritetsgrupper såsom uigurer ha ett extra barn, och uigurer på landsbygden tilläts ha upp till tre barn. Innan 2015 var det vanligt förekommande bland uigurer att skaffa fler barn än de officiella gränserna och enligt den nationella folkräkningen 2010 hade 19,7% av Kinas kvinnliga uigurer tre eller fler barn. Före 2015 straffades de som blev påkomna främst ekonomiskt, t.ex. med böter.
Undantagslagen för den uiguriska befolkningen togs bort 2017, och uiguriska familjer förväntades därefter följa samma regler som hankineser. I takt med att övervakningen och ingreppen mot befolkningen har ökat så har även straffen och attityden från rättsväsendet förändrats och hårdnat. Under 2017 och 2018 lanserades flera kampanjer för att upprätthålla barnpolitiken i Xinjiang, bland annat genom att upptäcka och straffa de som hade skaffat fler barn än vad som var tillåtet.

#### Förändrade straff och kampanjer
Det nya från och med 2017/2018 jämfört med tidigare var inte minst omfattningen av kampanjerna där myndigheter registrerade tusentals "illegala" födslar i vissa regioner, men även ett fokus på minoriteters överträdelser. Straffen för överträdelser förändrade kraftigt karaktär. De som före 2015 hade fått betala böter straffades i stället med "barnbegränsande åtgärder med långtidseffektivitet" och "yrkesutbildning och yrkesträning" som var de officiella termerna som användes. Under 2019 rapporterades det att de kvinnor som inte ville göra abort eller hade möjlighet att betala böter tvingades till "centraliserad utbildning" eller "yrkesutbildning", vilket var det samma som interneringsläger utan möjlighet till en rättsprocess. De "barnbegränsande åtgärderna med långtidseffektivitet" har varierat från att med tvång sätta in spiraler på kvinnor till att sterilisera dem.
Under samma period ökade myndigheterna böterna för att få fler barn än tillåtet. Den nya nivån på böter låg på mellan 3 och 8 gånger den genomsnittliga disponibla årsinkomsten. För Sverige låg den genomsnittliga disponibla årsinkomsten på 242 000 kr för 2021.

Zenz lyfter även att 'Xinjiangs hälsokommission' avsatte 16,7 miljoner dollar av sin budget 2019 till vad som kallades att: 
"Guida massan av bönder och herdar att spontant utföra steriliseringsingrepp för familjeplanering, att implementera beslutet om gratis preventivmedelskirurgi, att effektivt uppmuntra familjeplaneringsarbete och effektivt kontrollera för hög befolkningstillväxt". 
Kampanjerna riktade sig särskilt mot områden med stora minoritetsbefolkningar, där barnafödandet ansågs vara för högt, inte minst uigurer. I flera officiella dokument på lokalnivå uttrycktes att kampanjen syftade till massterilisering av den uiguriska befolkningen på landsbygden.

### Medicinska ingrepp

#### Spiraler
Under tidsperioden 2010-2018 har myndigheterna i Xinjiang varje år satt in mellan 800 och 1400 nya spiraler per 100 000 invånare. Siffrorna kan jämföras med den nationella kinesiska statistiken med färre än 400 spiralinläggningar per 100 000 invånare för samma tidsperiod. Mellan 2015 och 2018 låg genomsnittet för nyinsatta spiraler 7,8 gånger högre än riksgenomsnittet. 2018 stod Xinjiang för 80% av hela landets spiraloperationer, något som kan jämföras med Xinjiangs befolkningsandel på 1,8% av hela Kinas befolkning.
År 2019 planerade myndigheterna att 80% av alla kvinnor i fertil ålder i södra Xinjiang skulle omfattas av "långtidseffektiva barnbegränsningsåtgärder". Som uppföljning skulle myndigheterna kolla spiraler varje kvartal, genomföra graviditetstest varannan månad och hembesök en gång i månaden. Särskilda så kallade "fokuspersoner", skulle följas upp än mer noggrant. Enligt officiella riktlinjer fanns det mycket begränsade möjligheter att slippa få en spiral inplacerad. Något som Zenz noterar i sin rapport är att kvinnor utan barn eller med ett barn - det vill säga de som höll sig inom ettbarnspolitiken - stod för hälften av alla inopererade spiraler under våren 2017 och hösten 2018.
Kinesiska spiraler är dessutom designade så att de enbart kan tas bort kirurgiskt av statligt godkända utövare. Om någon skulle ta bort en spiral utan att följa den statligt sanktionerade proceduren finns risk för fängelsestraff eller böter.

#### Steriliseringar
Dokument från kinesiska myndigheter visar på att det under 2019 och 2020 pågick kampanjer i uigurtäta regioner med syfte att sterilisera stora grupper uiguriska kvinnor. I två härader hade myndigheterna som mål att 14, respektive 34 % av gifta kvinnor i fertil ålder skulle steriliseras. Steriliseringsprojekten riktade in sig särskilt på boende på landsbygden i södra Xinjiang. Rent historiskt har steriliseringar varit ovanliga i Xinjiang, med siffror som mellan 2010 och 2015 var sex gånger lägre än riksgenomsnittet för steriliseringar. Efter 2016 skedde en kraftig ökning av steriliseringar i Xinjiang, samtidigt som rikssnittet sjönk i och med beslutet att frångå ettbarnspolitiken. Flera vittnesmål, både från kvinnor som varit internerade i läger och kvinnor som levt utanför lägren, vittnar om påtryckningar från myndigheter och medicinska ingrepp för att påverka deras förmåga att få barn. Ett vittnesmål från ett interneringsläger berättar om hur flera kvinnor antingen blev steriliserade eller fick injicerat medicin som påverkade deras menstruation. En kvinna utanför lägersystemet berättar om att hon blev "erbjuden en 'gratis' kirurgisk sterilisering", med hot om internering om hon vägrade genomföra ingreppet. Steriliseringar finns i två utföranden: sådana som går att återställa (och få tillbaka förmågan att få barn) och sådana steriliseringar som är oåterkalleliga. Flera uiguriska kvinnor vittnar om att deras steriliseringar genomfördes med en oåterkallelig metod, genom att äggledarna klipps av.

### Kritik
Från kinesiskt officiellt håll har bland annat Zenz forskning kritiserats hårt. Tidningen Global Times, som är en gren av det kinesiska kommunistpartiet, har varit en av de som kritiserat Zenz forskning. De lyfter att den uiguriska befolkningen i Xinjiang mellan 2010 och 2018 ökade med 25,04%, från 10,1 miljoner till 12,7 miljoner. Gruppen hankineser ökade under samma tidsperiod med 2%, från 8,8 miljoner till 9 miljoner, enligt officiell kinesisk statistik. Enligt Global Times skulle den statistiken vara ett bevis för att det inte pågår något systematiskt förtryck av uigurerna.

## Begreppet folkmord och internationella reaktioner
Ett antal organisationer och parlament kategoriserar den kinesiska centralregeringens politik i Xinjiang och dess övergrepp på uigurerna som ett folkmord. Newlines Institute, Svenska PEN och Cornell University är några organisationer klassar övergreppen som ett folkmord. De stater som uttryckligen använt begreppet folkmord för att beskriva läget i Xinjiang är Storbritannien, USA, Nederländerna, Litauen, Frankrike och Kanada.
År 2020 publicerade Kinavetaren Joanne Smith Finley en artikel i Journal of Genocide Research, där hon redogjorde för ett växande stöd inom universitetsvärlden för att kalla skeendena i Xinjiang och Kina för ett folkmord eller ett kulturellt folkmord. Hon menade samtidigt att ett kulturellt folkmord är lika allvarligt som andra typer av folkmord och att händelserna inte ska förringas. Forskarna Michael Clarke och Joseph E. Fallon har skrivit artiklar rörande Kina och Xinjiang där de betecknar skeendena som ett kulturellt folkmord, respektive folkmord.
Flera av Världsbankens projekt har kritiserats för att bidra till övergrepp mot uigurer i Xinjiang. I sina utredande rapporter har banken inte kunnat bekräfta några av anklagelserna, och finansierar fortfarande projekt inriktade mot yrkesutbildning i Xinjiang.
Den kinesiska regeringen förnekar att deras agerande i Xinjiang skulle röra sig om kränkningar av uigurernas rättigheter.

### Storbritannien
I Storbritannien omgärdades parlamentets uttalande av ett komplext parlamentariskt spel där regeringen kopplade ett förslag från det brittiska överhuset med ett Labour-förslag. Överhusets förslag var att ge de brittiska domstolarna i uppgift att utreda folkmord i Xinjiang, vilket kopplades samman med Labourpartiets förslag om att undersöka andra länders status för mänskliga rättigheter före Storbritannien skriver under handelsavtal med dem. Det här gjorde att förslaget om domstolsutredningen föll vid omröstningen i underhuset.

### USA
Gällande USA:s benämning av skeendena i Xinjiang har uppmärksammats att Mike Pompeo, utrikesminister under Donald Trump, var en av de första som använde begreppet folkmord för att beskriva händelserna i Xinjiang den 19 januari 2021. En kritik som lyftes i samband med USA:s användning av begreppet folkmord var att man hanterat förföljelsen av rohingyer i Myanmar annorlunda, trots att kritiker menade att Myanmars agerande också utgjorde ett folkmord. Biden-administrationen höll senare fast vid kategoriseringen, vilket möttes av kritik. Statsdepartementet menade att bevisen för folkmord var otillräckliga, men enades däremot om att politiken i Xinjiang kan kategoriseras som brott mot mänskligheten. I april 2024 upprepade USA:s utrikesminister Anthony Blinken uppfattningen att behandlingen av uigurer i Kina omfattar "folkmord, brott mot mänskligheten, tvångsarbete och andra kränkningar av de mänskliga rättigheterna i huvudsak riktat mot muslimska uigurer och medlemmar av andra etniska och religiösa minoritetsgrupper".

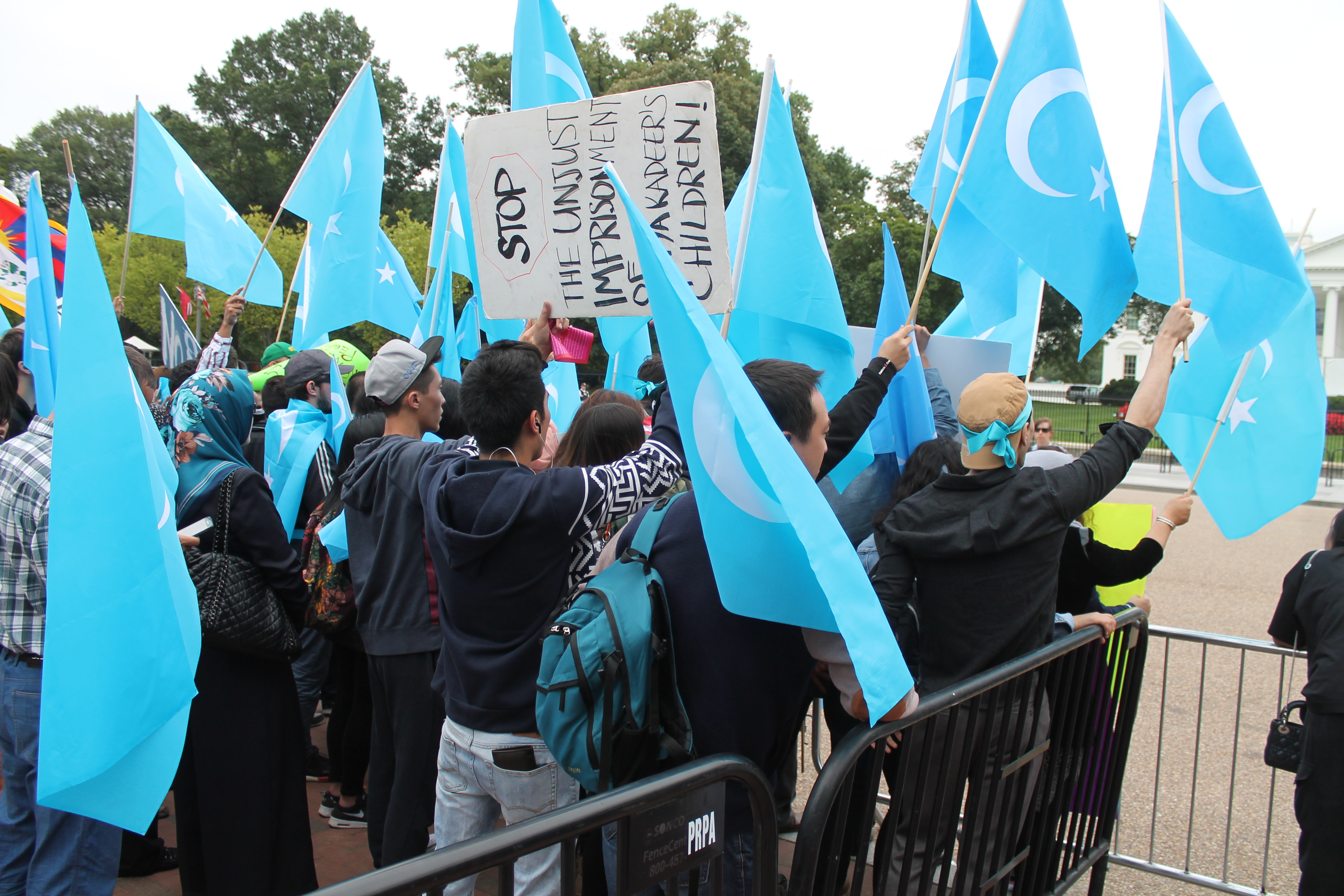
Uigurer demonstrerar utanför Vita Huset

### Kritik mot rubriceringen folkmord
Kategoriseringen av kränkningarna av uigurernas rättigheter och friheter som ett folkmord är inte okontroversiell.[källa behövs]
Islamiska Konferensorganisationen har prisat Kinas behandling av muslimer i Xinjiang.
Människorättsorganisationerna Human Rights Watch och Amnesty sade i april respektive juni 2021 att man var tveksamma till att rubricera skeendena i Xinjiang som folkmord då man menar att det saknas tillräckliga bevis för just rubriceringen "folkmord". Humans Rights Watch och Amnesty var samtidigt tydliga med att Kinas agerande utgör brott mot mänskligheten.

## Kinas juridiska ansvar enligt internationell rätt
I samband med Kinas ratificering av folkmordskonventionen reserverade de sig, vilket innebär att Kina inte erkänner den Internationella domstolen i Haags (ICJ) jurisdiktion över tolkningen av konventionen. Kina är inte heller en part till Romstadgan vilket innebär att man inte erkänner den internationella brottmålsdomstolens (ICC) jurisdiktion inte kan åtala individer i Kina för folkmord. Folkrepubliken Kina är part till Wienkonventionen om traktaträtten och har som stat ett ansvar att inte bryta mot varken konventionen, eller de jus cogens-regler som det internationella samfundet ställt upp och som omfattar synnerligen grova brott, inklusive folkmord.

## Rapporten från Newlines Institute
I mars 2021 släppte Newlines institute tillsammans med Raoul Wallenbergs center för mänskliga rättigheter en uppmärksammad rapport över Kinas agerande i Xinjiang. Organisationerna publicerade rapporten tillsammans med över 30 internationella experter i internationell rätt, folkrätt, folkmordsstudier, Kinas etniska politik och Kinastudier. Rapporten bygger på berättelser från ögonvittnen, läckta statsdokument, satellitbilder och information som är tillgänglig på den kinesiskspråkiga delen av internet. Rapporten drar utifrån källorna slutsatsen att Folkrepubliken Kina på en rad punkter bryter mot 1948 års konvention om folkmord och att Kina som stat enligt internationell rätt är ansvarig för de brott och förbrytelser som begås mot uigurerna och andra huvudsakligen muslimska grupper.
Enligt rapporten har Kina uppvisat en "avsikt att helt eller delvis förinta en nationell, etnisk, rasmässigt bestämd eller religiös grupp såsom sådan" (Artikel II, folkmordskonventionen). Enligt Newlines Institute har detta återspeglats i uttalanden och planer på högsta politiska nivå, bland annat genom Xi Jinpings kampanj "folkets krig mot terrorn". Rapporten menar att kampanjen har pekat ut uigurbefolkade områden som frontlinjen i kriget och pekar på att uttalanden som "samla in alla som behöver samlas in", samt "utrota dem fullständigt, från rot till topp" är ett tecken på en avsikt att helt eller delvis utrota uigurerna. Arbetet mot radikalism har av ledande tjänstemän liknats vid att avlägsna "tumörer". Enligt författarna jämställs uigurer med tumörer. Rapporten menar att de enskilda uttalandena, kampanjerna, m.m. utgör ett mönster som tillsammans är ett led i folkmordet på uigurerna.  
Utöver detta menar rapporten att Kina gjorts sig skyldig till konkreta folkmordshandlingar enligt folkmordskonventionens artikel II a) till e). Dessa inkluderar: "a) att döda medlemmar av gruppen; b) att tillfoga medlemmar av gruppen svår kroppslig eller själslig skada; c) att uppsåtligen påtvinga gruppen levnadsvillkor, som äro avsedda att medföra dess fysiska undergång helt eller delvis; d) att genomföra åtgärder, som äro avsedda att förhindra födelser inom gruppen; e) att med våld överföra barn från gruppen till annan grupp."
Lars Adaktusson hänvisade till rapporten i en interpellation till Ann Linde 2021. Han sa vidare att ett folkmord "pågår framför våra ögon", men att regeringen för en "utrikespolitik utan värderingar".